# Pim Vosmaer
Maarten Willem (Pim) Vosmaer (Jakarta, Indonesië, 16 december 1953) is een Nederlands (stem)acteur en regisseur.

## Loopbaan
Vosmaer groeide op in Voorburg en doorliep daar het atheneum. In 1977 behaalde hij zijn diploma aan de Toneelschool Arnhem. Vosmaer speelde bij diverse gezelschappen, onder andere Theater Wim Zomer, de Haagse Comedie en Theatergroep Drang.
Op televisie speelde hij een hoofdrol in de jeugdseries De grote klok en Kanaal 13. Later was hij te zien in de televisieseries Dossier Verhulst, Medisch Centrum West, Coverstory en Onderweg naar Morgen. In 1991 was Vosmaer te zien in Goede tijden, slechte tijden als Bert Westmeer.
Nadat in 1997 zijn karakter in Onderweg naar Morgen door overlijden uit de serie werd geschreven, kreeg Vosmaer geen nieuwe rollen aangeboden. Hij was opnameleider bij Goudkust, kortstondig regisseur bij Onderweg naar Morgen en van 2004 tot 2019 regisseur bij Goede tijden, slechte tijden. In de serie SpangaS had hij in 2012 een kleine rol als dokter Van Dam. In november 2023 vertolkte hij de rol van Wesley in de bioscoopfilm Rocco & Sjuul. Vosmaer is de stem van de cowboy Lucky Luke in verschillende afleveringen van de gelijknamige tekenfilmserie. Hij speelde in 2024 in de televisieserie De Ring als rechercheur.

## Privéleven
Vosmaer woont samen met actrice Dominique van Vliet en heeft vier kinderen. Zijn broer Bobby Vosmaer was profvoetballer.